# ارتش آزادی‌بخش جنوب

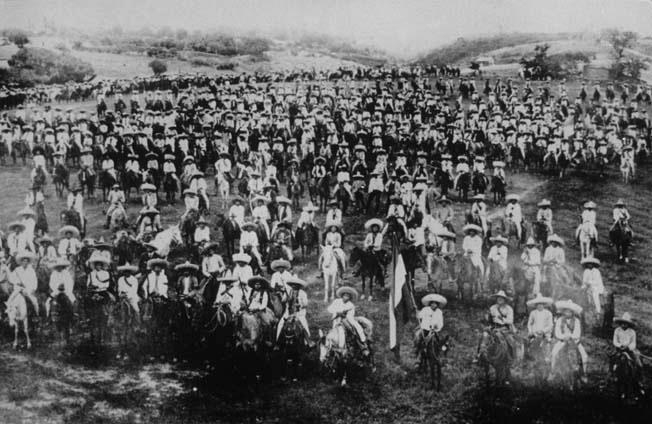
ارتش آزادی‌بخش جنوب به فرماندهی ساپاتا در انقلاب مکزیک

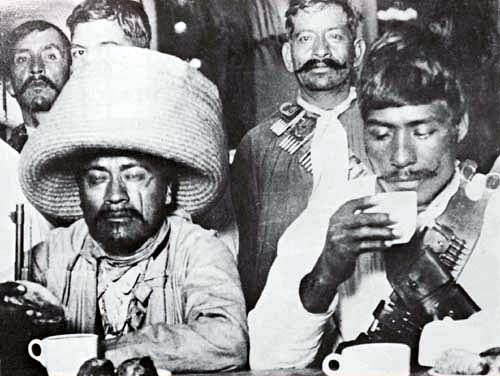
اجتماع زاپاتیستاها در یک رستوران

ارتش آزادی‌بخش جنوب (اسپانیایی: Ejercito liberador del Sur)، ارتشی بود که به دست امیلیانو زاپاتا پس از این که فرانسیسکو مادرو دعوت به قیام مسلحانه و آغاز انقلاب مکزیک در سال ۱۹۱۰ میلادی را اعلام کرد تشکیل شده بود. زاپاتا اغلب خود این ارتش را در نبرد همراهی و رهبری می‌کرد.
بعد از سرنگونی پورفیریو دیاس این ارتش که در آغاز با مادرو همکاری می‌کرد بر ضد او قیام کرد، چون مادرو نتوانسته بود خواسته‌های قیام جنوب که بیشتر پیرامون مالکیت زمین بود برآورده کنند. جنگ این ارتش تا زمان ونوستیانو کارآنسا ادامه داشت و با ترور ساپاتا در سال ۱۹۱۹ میلادی به دست ارتش کارآنسا، کم‌کم از هم پاشید.
سربازان ارتش آزادی‌بخش‌جنوب معروف به «ساپاتیستاس» (اسپانیایی: Zapatistas) بیشتر از دهقانان فقیری که دوست داشتند بیشتر وقت خود را به کار کردن بر روی زمین‌های کشاورزی بپردازند تا از این راه بتوانند درآمدی داشته باشند تشکیل شده بود. به همین دلیل این سربازان بعد از چندین ماه خدمت به خانه‌های خود بازمی‌گشتند تا ماه‌های باقی‌مانده سال را به کشاورزی بپردازند.
ارتش آزادی‌بخش جنوب در طول خدمات خود از ۴٬۰۰۰ تا ۲۷٬۰۰۰ نفر داشت، ساختار این ارتش بسیار سست و سیستم رتبه در آن محدود بود.